# (2852) Declercq
(2852) Declercq (1981 QU2; 1957 LF; 1975 GB1; 1975 HL; 1981 TN) ist ein ungefähr 13 Kilometer großer Asteroid des mittleren Hauptgürtels, der am 23. August 1981 vom belgischen Astronomen Henri Debehogne am La-Silla-Observatorium auf dem La Silla in La Higuera in Chile (IAU-Code 809) entdeckt wurde. Er gehört zur Astrid-Familie, einer Gruppe von Asteroiden, die nach (1128) Astrid benannt ist.

## Benennung
(2852) Declercq wurde nach der Frau des Entdeckers Henri Debehogne benannt (ihr Familienname).